# 三潴駅

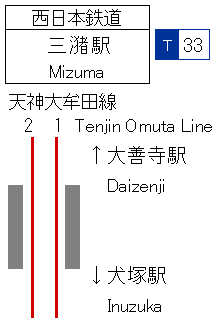
配線図

三潴駅（みずまえき）は、福岡県久留米市三潴町田川にある西日本鉄道（西鉄）天神大牟田線の駅である。駅番号はT33。

## 歴史
- 1937年（昭和12年）10月1日：開業。
- 1965年（昭和40年）：ホーム延長。
- 1966年（昭和41年）：駅舎改築。
- 2008年（平成20年）5月18日：ICカードnimoca供用開始。
- 2017年（平成29年）2月1日：駅ナンバリングを導入[1]。
- 2021年（令和3年）4月1日：駅集中管理システムの導入に伴い、終日無人化[2][3]。

## 駅構造
相対式ホーム2面2線を持つ地上駅である。三潴 - 大溝間が単線時代の頃は、上りにとって不利な線路配置であった。ホーム有効長は7両分ある。
| ホーム | 路線          | 方向 | 行先                     | 備考 |
| ------ | ------------- | ---- | ------------------------ | ---- |
| 1      | ■天神大牟田線 | 下り | 柳川・大牟田方面         |      |
| 2      | ■天神大牟田線 | 上り | 久留米・福岡（天神）方面 |      |

## 利用状況
2024年度の1日平均乗降人員は972人である。各年度の1日平均乗車および乗降人員は下表のとおり。
| 年度               | 1日平均 乗車人員 | 1日平均 乗降人員 |
| ------------------ | ---------------- | ---------------- |
| 2007年             | 427              | 823              |
| 2008年             | 421              | 810              |
| 2009年             | 416              | 801              |
| 2010年             | 425              | 853              |
| 2011年             | 429              | 857              |
| 2012年             |                  | 860              |
| 2013年             | 452              | 894              |
| 2014年             | 416              | 834              |
| 2015年             | 418              | 840              |
| 2016年             | 425              | 865              |
| 2017年             | 438              | 902              |
| 2018年             | 447              | 918              |
| 2019年             | 429              | 917              |
| 2020年             |                  | 594              |
| 2021年             |                  | 671              |
| 2022年             |                  | 822              |
| 2023年（令和05年） |                  | 973              |
| 2024年（令和06年） |                  | 972              |

## 駅周辺
かつての駅前は、すぐそばを県道が通っているだけでほとんど整備されていなかった。その県道も幅員が広いとはいえず、駅利用者を乗用車で送迎するには不便であった。そのため、駅前整備工事が行われ、駐輪場、駅前ロータリー、時計台が設置されて利用しやすくなった。
- 久留米市役所三潴総合支所
  - 旧三潴町役場。駐車場は開放されており鉄道利用者も無料で利用できる（夜間 - 早朝を除く）
- 福岡県道84号三潴上陽線
- 久留米市立三潴図書館
- 久留米市立三潴中学校
- 三潴郵便局
- 三潴町農業協同組合
  - 本所
  - 農機具・家電センター
  - 車輌センター
  - たまねぎ・いちご集荷場

## 城島酒蔵びらき
毎年2月に久留米市城島町で開催される城島酒蔵びらきへの最寄り駅となっており、その際は一部の特急が臨時停車するほか、当駅を拠点として会場までシャトルバスが運行される。

## 隣の駅
西日本鉄道
■天神大牟田線
■特急・■急行
通過
■普通
大善寺駅（T32） - 三潴駅（T33） - 犬塚駅（T34）